# Алессандро Гранді
Алесс'андро Гранді (італ. Alessandro Grandi) або де Ґранді (італ. de Grandi; 1586, ймовірно Феррара  — червень 1630, Бергамо) — італійський композитор раннього бароко. Був одним з найвинахідливіших, найвпливовіших та найпопулярніших композиторів свого часу; в північній Італії поступався лише Клаудіо Монтеверді. Перший використав термін кантата.

## Біографія
Алессандро Гранді народився імовірно у Феррарі у 1586 році.
Перші документальні відомості про Гранді сягають періоду після 1597 року; вони стосуються його вступу як кантора (сопрано) до Академії делла Морте у Феррарі. Пізніше, дата не встановлена, він обійняв посаду капельмейстера цього закладу. Декрет капели собору Сан Марко у Венеції від 25 липня 1604 року називає вісімнадцятирічного Гранді «giovane di coro» (молодший службовець хору). Загальною вимогою до претендентів на таку посаду було досягнення двадцяти років, але Алессандро було призначено на неї з огляду на його вже широку відомість як кантора та композитора. Таким чином, декрет дає підставу віднести його народження до 1586 року. З цього випливає, що його призначення на посаду капельмейстера у феррарській академії мало відбутися незадовго до 1604 року.
Присутність Гранді у Венеції засвідчена також у 1607 році, це повідомлення про сімох «giovani di coro», між якими згадується і його ім'я, яких було звільнено зі служби за недбалість і пізніше, після подання прохання, поновлено на роботі.
Перша звістка про віддалення Гранді від Венеції датується 10 березня 1610 року, це присвята на Першій книзі мотетів на два, три, чотири, п'ять та вісім голосів (Венеція 1610), в якій він виявляється «Капельмейстером капели Святого Духа у Феррарі». Він керував капелою Академії Святого Духа, найважливішою феррарською музичною академією того часу, принаймні до 20 серпня 1614 року.
З титульного аркуша його першої збірки Концертних мадригалів на два, три та чотири голоси (Венеція, 1615 рік) випливає, що 17 червня 1615 року його було призначено капельмейстером Феррарського собору. Це найвища музична посада, яку місто йому могло запропонувати після розформування у 1598 році придворної капели; Гранді посідав її до 31 серпня 1617 року, дата його призначення кантором капели Сан Марко у Венеції.
21 серпня 1618 року, його було обрано на посаду маестро співу у герцогській семінарії святого Марка, де він заступив Дж. Локателло; річна винагорода становила 50 дукатів. 17 листопада 1620 року, він заступив М. А. Неґрі на посаді віце-капельмейстера Сан Марко, тобто заступника Клаудіо Монтеверді, досягнувши річного жалування у 120 дукатів.
Відомо, що він брав участь у святкуваннях братства святого Рокко у 1619 та у 1624 роках, і можна припустити, щобуло багато інших подібних випадків надання ним послуг іншим венеційським інституціям, оскільки це взагалі було звичайним для музикантів Сан Марко.
Венеційська діяльність Гранді припинилась у 1627 році, коли церква Санта-Марія Маджоре у Бергамо запропонувала йому керівництво своєю капелою; офіційно посаду капельмейстера він обійняв 11 березня того ж року. Серед його обов'язків було також викладання співу деяким студентам колегії, і саме з цього приводу він неодноразово звертався до керівництва з проханням про підвищення платні.
Прибуття Гранді до Бергамо було передусім пов'язане з оновленням музичного репертуару, що тяжів до традиційності, зосереджувався на cori spezzati (розбитих хорах — просторово розподілених групах співаків) Маттео Азоли, Джованні Кроче, Лодовіко В'ядани, Ораціо Веккі, та Джуліо Беллі. Він замінив звичні твори власними концертними мотетами, започаткованими під час перебування у Венеції та іншими композиторськими новаціями тих років у царині сакральної музики.
Шана та слава, що їх Гранді зумів зажити у Бергамо, промовисто засвідчуються змінами, що їх йому було дозволено внести до розкладу вечерні, згодою на залучення великої кількості вірних на поміч у виконанні його нових творів.
Алессандро Гранді помер, разом з сім'єю, у Бергамо у 1630 році, у віці сорока п'яти років від чуми, що поширилась тоді по всій Італії. Смерть настала напевно після 28 червня, оскільки напис на Шостій книзі мотетів на два, три та чотири голоси (Венеція, 1630) датований цим числом.

## Музика

### Впливи
Поширена думка про те, що Гранді був учнем Джованні Габріелі, не має документального підтвердження, але допустима, оскільки він перебував у Сан Марко саме у останні роки життя славетного венеційського маестро. Молоді композитори, що працювали у колі впливу Габріелі протягом першого десятиріччя XVII століття, фактично утворили школу, до ідей якої Гранді не лишився байдужим.
Також не легко розшифрувати відносини між Гранді та Монтеверді. Багато чого підтверджує, що частина творів Гранді виказує беззаперечний вплив Монтеверді. Дійсно, обидва композитори працювали у географічній близькості понад два десятиліття, часто входячи у контакт з одними й тими ж інституціями, як у випадку з феррарскою Академією Безстрашних (Accademia degli Intrepidi), якій присвятили відповідно першу (1615 рік) та четверту (1603 рік) збірку своїх мадригалів.
Їх очевидно випадкове знайомство під час праці одного у Феррарі та іншого у Мантуї між 1597 та 1612 роками, згодом переросло у тісне професійне співробітництво у Венеції.
А отже слушно припустити, що саме впливове сусідство Монтеверді стало причиною радикальної стилістичної переміни Гранді, що спостерігається в його творах після переїзду до Венеції у 1617 році. Ця переміна позначається відданням переваги одноголосим мотетам та великою увагою до виразності текстів. У цій перспективі, славетна майстерність Гранді у аріозо бере свій початок у скорботному характері монтевердієвських оперних ламенто; а численні, присутні у працях бергамського періоду, колористичні ефекти (зокрема тремоло смичкових) певно мають зв'язок з монтевердієвськими зразками схвильованого стилю.
У будь-якому випадку, думка про те, що Гранді був відкриттям Монтеверді, і що особисто ним був спрямований на венеційську службу, не ґрунтується на документах. У дійсності, на момент свого першого призначення на посаду у Венеції (1604 рік) Гранді вже був знаним та шанованим композитором, а обставини призначення радше свідчать про заінтересованість у ньому капели. Призначення ж на місце віце-капельмейстера Сан Марко у 1620 році, навпаки, безсумнівно було результатом особистої зацікавленості Монтеверді.

### Світська музика
Гранді безумовно був одним з найзріліших та цілісніших композиторів початку XVII століття стосовно техніки та виразності. Його світському творчому доробку належать перші в історії музики композиції, що отримали назву кантат. Проте, ці твори, не зважаючі на новину назви, обмежуються поєднанням у особливий тип строфічних варіацій мелодії на однакові повторення баса експресивного стилю інструментованого мадригалу та форми арії, що розвивається у напрямку, наміченому Джуліо Каччіні. Мелодична лінія надзвичайно кантиленна, спирається на правильний малюнок баса є єдиним елементом, що варіюється (переважно у ритмі та орнаментації), орієнтуючись на зміст тексту.
Хоча Гранді й експериментував з екстримальною емоційністю, хроматизмами, орнаментикою та афектацією, у гармонії він не був таким сміливим, як Карло Джезуальдо да Веноза, працював у просторі широкої традиції. Його постійні нововведення пов'язані з написанням монодії у супроводі смичкових та секційної форми, що повторюється лише у інструментів — ідея, що отримає розвиток у ритурнелі.

### Сакральна музика
Сакральна творчість Гранді посідає значне місце у історії стилю кончертато. Його юнацькі мотети перебувають серед перших зразків свідомого та зрілого використання цієї стилістичної практики, і хоча, з формальної точки зору, вони значною мірою завдячують церковним кантиленам (1610) Джованні Кроче, вже яскраво показують його індивідуальний стиль. Особливо цікавим є поводження з голосом соліста, якому доручаються широкі сольні пасажі, споріднені з присутніми у світських працях, що, таким чином, звільняло його від тогочасного контрапунктичного письма ще тенденційно імітативного.
Навіть у цих творах композитор демонструє велику увагу до інтерпретації змісту тексту, часто вдаючись до виразного використання орнаментики та гармонії. Зовсім не рідким є звернення до хроматизмів, дисонансів та сміливих модуляцій у досить віддалені тональності.
Як вже підкреслювалося, у працях написаних після призначення 1617 року на посаду в базиліці Сан Марко можна спостерігати очевидну трансформацію стилю Гранді спричинену впливом Монтеверді. З цього часу, інструментований мотет (mottetto concertato) (написаний на нелітургічні тексти; головним чином богородичні, агіографічні або уривки з Пісні пісень) набуває явно сольного вигляду, більш драматичної та потужної виражальної сили, що, напевне, пов'язано з співочою віртуозністью солістів капели Сан Марко.
Пізня літургійна творчість Гранді також є важливою для розвитку сакральної музики XVII століття. Праці, що відносяться до неї, зовні написані за канонами подвійного хору у венеційському стилі, але у дійсності використовують контраст, створений протиставленням партій солістів та хору.

### Значення творчості
Гранді був одним з найпопулярніших та найвпливовіших композиторів свого часу. Його праці були широко розповсюджені вже за його життя, про їх популярність можна судити з того, що вони у великій кількості публікувались також за межами Італії (Німеччина Нижні країни).
Своїми працями у стилі concertato він справив помітний вплив на багатьох австрійських та німецьких барокових композиторів. зокрема на Генріха Шютца, який мав нагоду познайомитися з ним у 1629 році під час свого другого перебування в Італії. Очевидно до нього мав не абияку шану венеційський видавник а. Вінченті, який продовжував збирати та публікувати багато праць Гранді навіть після його смерті.
Музика Гранді розглядається як ланка між стилем кончертато, з якого почалась доба бароко, та формою кантати, що мала свою кульмінацію у творах Й. С. Баха.

## Твори
- Varie cantate da chiesa (Різні церковні кантати)
- Il primo libro de motetti a due, tre, quattro et otto voci (Перша книга мотетів на два, три, чотири та вісім голосів), Венеція, 1610
- Il secondo libro de motetti a due, tre et quattro voci (Друга книга мотетів на два, три та чотири голоси), Венеція, 1613
- Motetti a cinque voci con le Letanie della B. V., (Мотети на п'ять голосів з літаніями Б. В.), Феррара 1614
- Il terzo libro de motetti a due, tre et quattro voci, con le Letanie della B.V. a cinque voci (Третя книга мотетів на два, три та чотири голоси, з літаніями Б. В. на п'ять голосів), Венеція, 1614
- Madrigali concertati a due, tre et quattro voci (Мадригали з супроводом на два, три та чотири голоси), Венеція, 1615
- Il quarto libro de motetti a due, tre, quattro et sette voci (Четверта книга мотетів на два, три, чотири та шість голосів), Венеція, 1616
- Celesti fiori… Libro quinto' (Небесні квіти… Книга п'ята), концертів на 2, 3 та 4 голоси, Венеція 1619
- Cantade et arie a voce sola (Кантати та арії на сольний голос), Венеція ,1620
- Motetti a cinque voci… con l'aggionta di motetti di diversi auttori (Мотети на п'ять голосів… з доданням мотетів різних авторів), Венеція 1620
- Motetti a voce sola (Мотети на сольний голос), Венеція ,1621
- Motetti a una et due voci con sinfonie d'istromenti (Мотети на один, два та три голоси з інструментною синфонією), Венеція, 1621
- Madrigali concertati a due, tre et quattro voci… Libro secondo (Мадригали із супроводом на два, три та чотири голоси… Книга друга), Венеція, 1622
- Motetti a una, due et quattro voci con sinfonie d'istromenti… Libro secondo (Мотети на один, два та три голоси з інструментною синфонією… Книга друга), Венеція, 1625
- Arie et cantade a doi e tre voci concertate con doi violini ((Арії та кантати на два та три голоси у супроводі двох скрипок), Венеція, 1626
- Cantade et arie a voce sola… Libro terzo (Кантати та арії на сольний голос… Книга третя), Венеція, 1626
- Motetti a una, et due voci con sinfonie di due violini… Libro terzo ((Мотети на один та два голоси з синфонією для двох скрипок… Книга третя), Венеція 1629
- Salmi brevi a otto voci ((Короткі псалми на вісім голосів), Венеція, 1629
- Cantade et arie a voce sola… Libro quarto (Кантати та арії на сольний голос… Книга четверта), Венеція, 1629
- Messa et salmi concertati a tre voci (Меса та концертні псалми на три голоси), Венеція, 1630
- Raccolta terza… de Messa et salmi… a due, tre et quattro voci (Третя збірка… меси та псалмів… на два, три та чотири голоси), Венеція, 1630
- Il sesto libro de motetti a due, tre et quattro voci (Шоста книга мотетів на два, три та чотири голоси), Венеція, 1630